# Rugby Europe Sevens Championship 2023
El Rugby Europe Sevens de 2023 fue la vigésima primera temporada del circuito de selecciones nacionales masculinas europeas de rugby 7.

## Calendario
| Torneo                 | Ciudad   | Fecha                 | Campeón |
| ---------------------- | -------- | --------------------- | ------- |
| Seven de Algarve 2023  | Algarve  | 9-11 de junio de 2023 | Irlanda |
| Seven de Hamburgo 2023 | Hamburgo | 7-9 de julio de 2023  | España  |

## Tabla de posiciones
|  | Campeón.                                           |
|  | Descendidos al Trophy para la siguiente temporada. |

| Pos | País            | POR | GER | Puntos |
| --- | --------------- | --- | --- | ------ |
| 1   | Irlanda         | 20  | 16  | 36     |
| 2   | Francia         | 16  | 18  | 34     |
| 3   | España          | 10  | 20  | 30     |
| 4   | Gran Bretaña    | 14  | 14  | 28     |
| 5   | Portugal        | 12  | 10  | 22     |
| 6   | Georgia         | 18  | 4   | 22     |
| 7   | Alemania        | 8   | 12  | 20     |
| 8   | Italia          | 6   | 8   | 14     |
| 9   | Bélgica         | 4   | 6   | 10     |
| 10  | Lituania        | 3   | 2   | 5      |
| 11  | Rumania         | 2   | 3   | 5      |
| 12  | República Checa | 1   | 1   | 2      |

| Bandera de Irlanda |
| Campeón Irlanda    |
| 2º título          |